# Comuna Maistriv, Novohrad-Volînskîi
Maistriv (în ucraineană Майстрівська сільська рада) este o comună în raionul Novohrad-Volînskîi, regiunea Jîtomîr, Ucraina, formată din satele Maistriv (reședința), Maistrova Volea și Makovîți.

## Demografie
Componența lingvistică a comunei Maistriv
     Ucraineană (97,78%)
     Rusă (2,09%)
Conform recensământului din 2001, majoritatea populației comunei Maistriv era vorbitoare de ucraineană (97,78%), existând în minoritate și vorbitori de rusă (2,09%).